# Varanus yemenensis
Varanus yemenensis är en ödleart som beskrevs av Böhme, Joger och Schätti 1989. Varanus yemenensis ingår i släktet Varanus och familjen Varanidae. Inga underarter finns listade i Catalogue of Life.
Arten förekommer i Jemen och i angränsande områden av Saudiarabien. Honor lägger ägg. Ödlan lever i kulliga områden och i bergstrakter mellan 300 och 1800 meter över havet. Den vistas i torra skogar med taggiga växter samt klippig grund och den besöker odlingsmark. Exemplaren hittas ofta nära vattenansamlingar. Varanus yemenensis är inte specialiserad angående födoämnen. Till exempel äts gnagare, små fåglar, fågelägg, fisk, gräshoppor och skalbaggar. Honor lägger ägg.
Många faktorer som gäller artens populationsutveckling är okända. IUCN kategoriserar arten globalt som otillräckligt studerad.